# Selwyn Edge

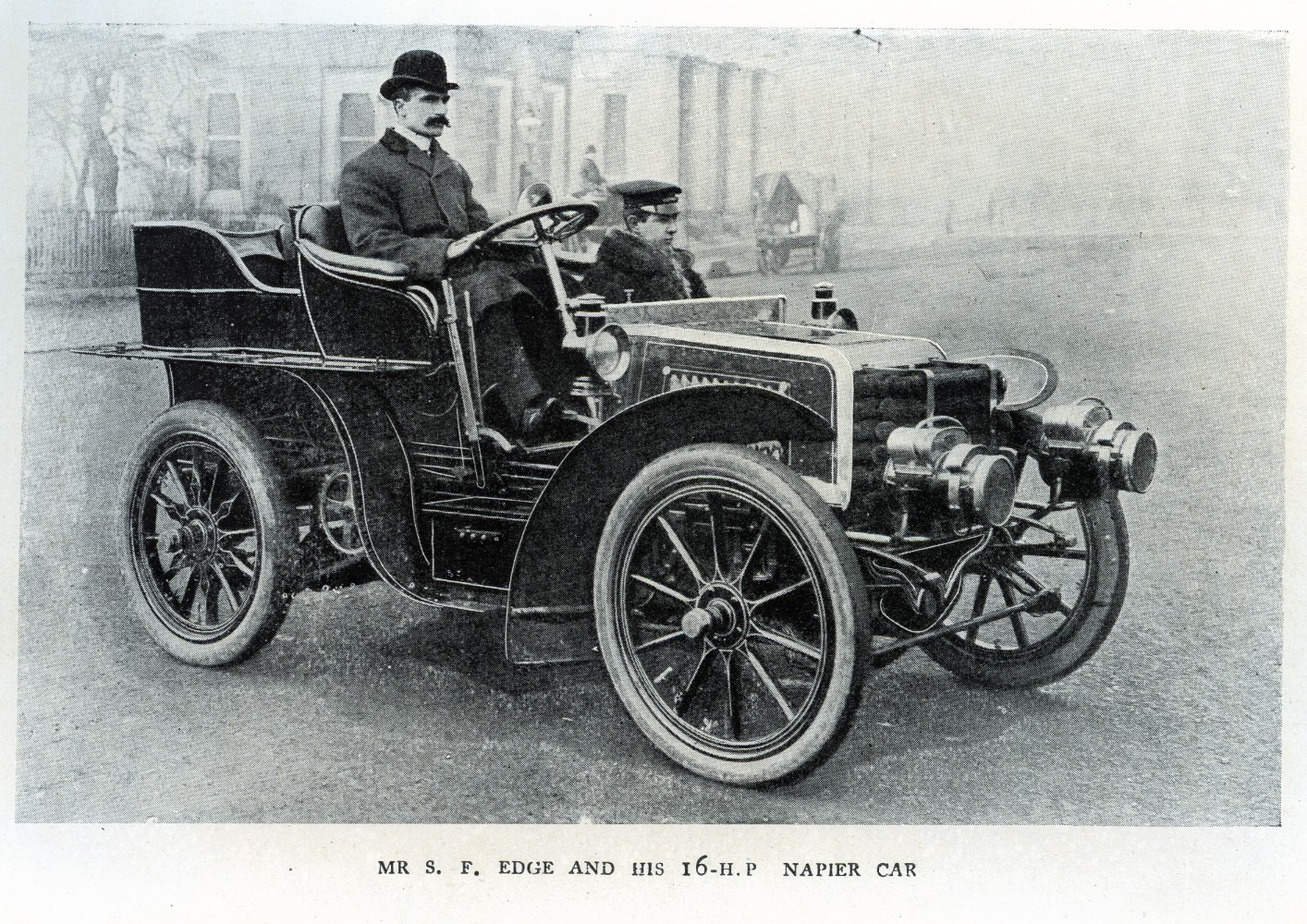
Selwyn F. Edge in seinem Napier 16 HP Tonneau (1904)

Selwyn Francis Edge (* 29. März 1868 in Concord, New South Wales, Australien; † 12. Februar 1940 in Eastbourne, England) war ein in Australien geborener britischer Automobilrennfahrer.

## Karriere
Sein erstes Rennen war Paris–Bordeaux 1899, wo er mit einem De-Dion-Bouton-Tricycle ausschied. In der Folge wechselte er zur britischen Marke Napier, der er bis 1913 zunächst als Fahrer und dann als Händler erhalten blieb. Der 50 PS starke 17-Liter-Wagen, den er 1901 einsetzte, war noch zu unzuverlässig; mit einem kleineren Wagen feierte er beim Gordon-Bennett-Cup 1902 seinen größten Erfolg, allerdings mit dem Makel, dass alle anderen Teilnehmer ausgeschieden waren. Nichtsdestoweniger war es der erste britische Sieg in einem Automobilrennen. 1904 wurde er Teamchef bei Napier, konzentrierte sich allerdings vorwiegend auf die britische Rennszene.
1907 stellte er auf der britischen Rennstrecke Brooklands mit 2546 km einen neuen 24-Stunden-Weltrekord auf, was einem Schnitt von 106 km/h entsprach. Ein Comebackversuch auf internationaler Bühne beim Grand Prix von Frankreich 1908 scheiterte.
Nach dem Ersten Weltkrieg blieb er der britischen Rennszene treu, die sich vor allem in Brooklands konzentrierte und mit den europäischen Rennen kaum in Kontakt kam. 1922 verbesserte er seinen 24-Stunden-Weltrekord auf 2868 km, und noch 1937 bestritt er dort Rennen.
Selwyn Edge starb 1940 in Eastbourne. Er ist im All Saints Churchyard in Tilford, Surrey bestattet.